# 平衡型基金
平衡型基金（Balanced mutual fund），也被称为混合基金，是指按基金合約授权，基金经理可依据自己对市场的判断，调整基金资产内股票、債券、現金等資產类别比例的共同基金。平衡型基金对单一类别资产的最高或最低持仓比例限制更少，在投资的灵活性上要好于股票基金及债券基金。與平衡型基金相對的，即是單一資產類別的股票基金、債券基金、貨幣基金等。
相較於單一資產類別的基金，該類基金以投資多種資產的方式，分散投資風險，放棄較投機性的利得，以獲得相對穩定的投資績效，追求降低投資報酬之變動程度。

## 平衡型基金的類別
在平衡型基金之中，依照其投資策略及資產比例的相關限定，可分為
- 股票導向型平衡基金：限定股票佔基金投資標地比較大的比例，是屬於比較積極的平衡型基金，

- 收益導向型平衡基金：以債券和貨幣為主，股票為輔，屬於比較保守的平衡型基金。

- 資產配置基金：一般沒有在公開說明書中，對於股票、債券的比例作較明確嚴格的限制，因此，投資經理人將會依據對於投資市場的判斷，來對於股債比例作較大的調整，以期達到較好的報酬。

## 發展歷史
最早在美國1920年代已有平衡型基金出現。